# Archipines
Archipines es un género de coleóptero de la familia Endomychidae.

## Especies
Las especies de este género son:
- Archipines apicicornis
  - Archipines apicicornis apicicornis
  - Archipines apicicornis championi
  - Archipines apicicornis elongata
- Archipines exsanguis
  - Archipines exsanguis exsanguis
  - Archipines exsanguis sanestebani
  - Archipines exsanguis fairmairei
- Archipines flavida
- Archipines intricata
- Archipines macromaculata
- Archipines macrospilota
- Archipines multinotata
- Archipines oberthuri
- Archipines peruviensis
- Archipines pictipennis
- Archipines unicolor
- Archipines variegata